# Góra Curie-Skłodowskiej
Góra Curie-Skłodowskiej (norw. Curie-Skłodowskafjellet) – góra na Spitsbergenie, o wysokości 895 m n.p.m., na południowy wschód od Lodowca Polaków. Nazwana w 1934 roku na cześć akurat zmarłej Marii Skłodowskiej-Curie. 